# Saint-Mandé (stacja metra)
Saint-Mandé – stacja metra linii nr 1 metra w Paryżu. Stacja znajduje się w gminie Saint-Mandé.  Została otwarta 24 marca 1934 r.